# Moussa Kamara
Moussa Kamara (ur. 3 kwietnia 1999 w Paryżu) – gambijski piłkarz francuskiego pochodzenia, grający na pozycji środkowego obrońcy.

## Kariera klubowa
Kamara jako junior grał dla Montfermeil 93, INF Clairefontaine (do 2014) oraz dla Toulouse FC (2014–2017). Od 2017 występował w drużynie rezerw Toulouse FC. W 2020 był zawodnikiem Real Avilés, następnie był piłkarzem Balzan FC. 18 sierpnia 2021 przeszedł do Jammerbugt FC, w którym grał przez rok. W następnych latach był zawodnikiem KF Ferizaj oraz Al-Naft SC.

## Kariera reprezentacyjna
| Mecze i gole w reprezentacji | Mecze i gole w reprezentacji | Mecze i gole w reprezentacji | Mecze i gole w reprezentacji | Mecze i gole w reprezentacji | Mecze i gole w reprezentacji | Mecze i gole w reprezentacji | Mecze i gole w reprezentacji |
| Gambia                       | Gambia                       | Gambia                       | Gambia                       | Gambia                       | Gambia                       | Gambia                       | Gambia                       |
| Lp.                          | Data                         | Miejsce                      | Gospodarz                    | Gość                         | Wynik                        | Gol                          | Rozgrywki                    |
| ---------------------------- | ---------------------------- | ---------------------------- | ---------------------------- | ---------------------------- | ---------------------------- | ---------------------------- | ---------------------------- |
| 1.                           | 12.06.2019                   | Marrakesz                    | Maroko                       | Gambia                       | 0:1                          |                              | Mecz towarzyski              |